# Таємниці письменницьких шухляд
«Таємни́ці письме́нницьких шухля́д: Детекти́вна істо́рія украї́нської літерату́ри» — художньо-документальна книжка Станіслава Цалика й Пилипа Селігея, що вийшла 2010 р. в серії «Невідома Україна» (видавництво — інформаційно-аналітична агенція «Наш час»; 2-ге вид. — 2011 р.). Містить розвідки про життя українських літературних класиків XX століття — мешканців будинку письменників Роліт у Києві. Уже невдовзі по виході книжка дістала резонанс у пресі й стала предметом обговорення в літературних колах.

## Історія написання
Протягом багатьох років С. Цалик і П. Селігей брали інтерв'ю в носіїв «усної історії» — багаторічних мешканців Роліту та інших людей, які особисто знали героїв книжки, були учасниками або свідками описуваних подій. Загалом автори опитали майже 100 осіб. До відомостей, зібраних у такий спосіб, були долучені архівні знахідки. У результаті в обіг запроваджено чимало маловідомих, а часом і зовсім невідомих фактів і документів, що додають несподівані штрихи до портретів відомих письменників.

## Анотація
| Книжку написано в річищі «зовнішньої» історії літератури. Автори розкривають панораму літературного побуту в Радянській Україні, пропонують зазирнути за лаштунки тогочасного письменницького життя, виявляють його «непарадний» бік і потаємні пружини. Ідеться про стосунки митців із владою, колегами по перу та сусідами по Роліту, вивищення «провідних» і цькування «невгодних» письменників, вияви заздрощів і випадки плагіату, сприятливий або несприятливий вплив побуту й перипетій особистого життя на художню творчість. Автори будують дослідження як захопливий детектив: розглядають різні версії, зіставляють суперечливі факти й свідчення, намагаються розкрити таємниці радянського літпроцесу. |

## Зміст
Розділ 1. Що таке Роліт і чому саме там писалися шедеври?
Розділ 2. Про що змовчали біографи Миколи Бажана.
Розділ 3. «Заслуживают внимания материалы, компрометирующие Рыльского».
Розділ 4. Новорічні містерії Івана Кочерги.
Розділ 5. Як Павло Тичина випередив Джорджа Орвелла, і що з того вийшло.
Розділ 6. Олександр Корнійчук: таємниці червоного Шекспіра.
Розділ 7. Київська глорія Уласа Самчука.
Розділ 8. Куля в Максима Рильського.
Розділ 9. Юрій Яновський: биття й буття на літературному вулкані.
Розділ 10. І сміх, і сльози, і любов Остапа Вишні.
Розділ 11. «Кундзіча можна знищити безперешкодно…».
Розділ 12. Собор із «Собору», або Подорож Олеся Гончара до Мадонни.

## Уривки з книги
| «Бажан відчував, що й за ним ось-ось мають прийти. Зібрав речі про всяк випадок і… понад рік щоночі (!) спав у штанях, бо не хотів виглядати нещасним перед своїми екзекуторами – стояти в спідній білизні й безпомічно намацувати в темряві окуляри (він з дитинства недобачав). Наприкінці літа 1938-го Бажан упевнився, що інтуїція не зраджує його – він і справді стояв лише за крок до смерті» (стор. 41). |
| «Михайла Булгакова вважають піонером “дияволіади” в радянській літературі. Йдеться насамперед про роман “Майстер і Маргарита” (лишився незавершеним через смерть автора в 1940 р., перша покалічена цензурою публікація – журнал “Москва”, 1966–67 рр., перше в СРСР повне видання – видавництво “Художественная література”, 1973 р.). Насправді ж пальма першості належить Іванові Кочерзі: глядачі спектаклю за його п’єсою “Майстри часу” ще в 1934 р. стали “свідками” відвідин сатаною СРСР» (стор. 75). |
| «Як нещодавно виявилося, «Партія веде» насправді є… своєрідним римейком твору 13-річної давнини і протилежного спрямування. Ще в травні 1920-го на Софійському майдані Павло Григорович палко вітав українсько-польське військо, яке витурило з Києва більшовиків. Переповідають, що ту промову він завершив так: “А червону гидь // будем, будем бить!” (стор. 98). |
| «Обидва мали невдалий досвід подружнього життя. У Вишні фактично розпався шлюб з Оленою Смирновою, дочкою хатньої господині, в якої він квартирував, а у Варвари – з режисером Михайлом Тінським. Дізнавшись, що чоловік закрутив роман з артисткою Наталею Ужвій, Варвара забрала 8-місячну доньку Машу й пішла від зрадника» (стор. 241). |
| «Юнка стояла біля навчального корпусу серед дівчат. Гончар побачив її з вікна університетської бібліотеки. Підійшов до гурту, викликав привабливу незнайомку, назвався. “Далі, – посміхається пані Валентина, – нічого не пам’ятаю”. Про те, яке враження тоді справив на неї цей рішучий старшокурсник, відповіла нам коротко: “Вбив наповал!”» (стор. 322). |

## Оформлення
Книжка налічує близько 150 ілюстрацій: портрети, сімейні знімки, зображення документів, шаржі, карикатури. Майже третина ілюстрацій (з родинних і державних архівів) друкуються вперше.

## Резонанс
Судячи з рецензій та обговорень книжки на форумах, найбільшу цікавість викликали такі епізоди.
Далеким пращуром П. Тичини був полковий старшина Гнат Тичина — один із найближчих соратників гетьмана П. Полуботка. Сам поет писав, що його прізвище фігурувало в переліку спадкоємців гетьмана, який 1907 р. опублікував професор О. Рубець. Якби уряду СРСР вдалося домовився з британськими властями про видачу золота П. Полуботка (а такі спроби робилися й неодноразово), то П. Тичина цілком міг би виступити в ролі особи, в чиї руки формально належало передати спадщину. Відомо, що 1935 р. він відвідував Лондон. Для радянської влади поет став незамінним. Через це його прізвище ніколи не фігурувало в протоколах допитів письменників, ув'язнених НКВС, і репресії йому не загрожували.
У працях з історії спецслужб згадується лист М. Рильському від імені «Проводу ОУН на східних землях», автори якого називають поета «справжнім зразком українського запроданства» й погрожують смертною карою, якщо той не припинить співпраці з комуністами. Встановлено, що «Провід ОУН на східних землях» існував виключно на папері, а листа насправді склали працівники МГБ. С. Цалик і П. Селігей обґрунтовують версію, як і для чого чекісти готували вбивство М. Рильського. Як і в випадку з убивством Я. Галана, куратором цих заходів була та сама людина — полковник держбезпеки С. Карін-Даниленко.
Автори наводять свідчення сучасників О. Корнійчука й власні міркування на користь того, що задум, сюжет і перший варіант відомої п'єси «Загибель ескадри» (1934) насправді належать не йому. Молодий драматург підключився до роботи вже на завершальному етапі, коли кінорежисер А. Кордюм попрохав його доробити сценарій для фільму «Загибель ескадри». П'єсу, зроблену на основі цього сценарію, О. Корнійчук таємно подав як свою власну на Всесоюзний конкурс драматургів. Там вона посіла друге місце, принісши О. Корнійчукові гучну славу. Згодом п'єсу допоміг удосконалити російський письменник О. Толстой.
З 1948 р. й до кінця життя Остап Вишня вів щоденник, який і досі повністю не надруковано. Поряд із описом прикметних літературних подій він не раз єлейно славословить Сталіна й компартію. Складається враження, буцімто з ГУЛАГу письменник повернувся твердокам'яним сталіністом. Утім, за досвідом арешту 1933 р. Остап Вишня напевно знав, що слідчі серед іншого уважно вивчають особисті папери заарештованого. Як припускають С. Цалик і П. Селігей, співаючи осанну кремлівському диктаторові, видатний гуморист у такий хитромудрий спосіб намагався забезпечити собі своєрідне «ідеологічне алібі» на випадок можливого другого арешту.

## Відгуки
Книжка дістала високу, хоч і неоднозначну оцінку рецензентів та читачів.
| «Автори запрошують читача думати й шукати разом з ними, не підказують готової відповіді, а використовують механізм детективної інтриги. Рішуче ламають доволі поширений у нас стандарт “нецікаво розповідати про цікавих людей” і доводять, що “документальна розповідь – зовсім не те саме, що нудна розповідь”».[1] |
| С. Цалик і П. Селігей «постаралися бути безсторонніми оповідачами і це вдалося майже у всьому тексті книги. Автори надають простір для оцінювання персонажів читачеві, пропонуючи свідчення документів та часом суперечливі погляди різних людей на ті чи ті події».[2] |
| «Популярний виклад, у кращому розумінні цього слова, поєднаний із прискіпливою роботою з архівами, дає вельми цікавий результат… Звичайні люди зі своїми святами, радощами – або ж справжніми драмами й трагедіями, у тому числі й творчими».[3] |
| «Збірка біографічних сюжетів «Таємниці письменницьких шухляд» знайомить із такими моментами в життєписах літераторів «офіційного іконостасу», які навряд чи можна прочитати у підручниках або почути на уроках літератури. …Колорит, дух часу, побут, антураж – завдяки належному вивченню документів та копіткій праці авторів читач усе це може відчути, гортаючи сторінки книжки».[4] |
| «Варто подякувати авторам не тільки за добірку цікавих фактів із життя письменників, а й за те, що вони додали “людяності” постатям, які, завдяки старанням літературознавців радянського періоду, могли б так і залишитися в історії літератури бронзовими бюстами без будь-яких ознак індивідуальності».[5] |

## Нове видання
У 2025 р. книжка вийшла в переробленому та доповненому вигляді під назвою «Таємниці письменницьких шухляд: Літературне повсякдення в країні здійсненої антиутопії».